# Mužla
Mužla (ungarisch Muzsla) ist eine Gemeinde in der Südwestslowakei. Sie liegt in der Donauebene, etwa zehn Kilometer westlich von Štúrovo entfernt.
Der Ort wurde 1156 erstmals schriftlich als Mosula erwähnt.
Bis 1918 gehörte die Gemeinde im Komitat Gran zum Königreich Ungarn (dort war sie Sitz der Stuhlbezirksverwaltung des Stuhlbezirks Párkány/Štúrovo) und kam dann zur neu entstandenen Tschechoslowakei. Durch den Ersten Wiener Schiedsspruch kam sie von 1938 bis 1945 kurzzeitig wieder zu Ungarn.
Von den im Ort lebenden Einwohnern sind 85 % ungarischer und 14 % slowakischer Abstammung (Stand 2001). Sehenswert ist die katholische Kirche von 1332.
Zur Gemeinde zählen neben dem Hauptort auch Malá Mužla (ungarisch Kismuzsla), Čenkov (ungarisch Csenke) und Jurský Chlm (ungarisch Szentgyörgyhalma).

## Gemeindepartnerschaft
- Nyergesújfalu, Ungarn, seit 2017[3]

## Bevölkerung
| Jahr                | 1994 | 2004    | 2014    | 2024    |
| ------------------- | ---- | ------- | ------- | ------- |
| Anzahl der Personen | 1995 | 1965    | 1886    | 1838    |
| Unterschied         |      | −1,50 % | −4,02 % | −2,54 % |

| Jahr                | 2023 | 2024    |
| ------------------- | ---- | ------- |
| Anzahl der Personen | 1861 | 1838    |
| Unterschied         |      | −1,23 % |